# Diskografie Coldplay
Toto je seznam doposud vydané diskografie britské rockové kapely Coldplay.

## Alba

### Studiová alba
| Název                                     | Detaily o albu                                           | Umístění v hitparádách | Umístění v hitparádách | Umístění v hitparádách | Umístění v hitparádách | Umístění v hitparádách | Umístění v hitparádách | Umístění v hitparádách | Umístění v hitparádách | Umístění v hitparádách | Umístění v hitparádách | Prodeje                                        | Certifikace |
| Název                                     | Detaily o albu                                           | UK                     | AUS                    | CAN                    | FRA                    | GER                    | ITA                    | NLD                    | NZ                     | SWI                    | US                     | Prodeje                                        | Certifikace |
| ----------------------------------------- | -------------------------------------------------------- | ---------------------- | ---------------------- | ---------------------- | ---------------------- | ---------------------- | ---------------------- | ---------------------- | ---------------------- | ---------------------- | ---------------------- | ---------------------------------------------- | --- |
| Parachutes                                | - Vydáno: 10. července 2000 - Vydavatelství: Parlophone  | 1                      | 2                      | 19                     | 31                     | 54                     | 11                     | 7                      | 4                      | 38                     | 51                     | - UK: 2,780,836 - US: 2,725,000                | - BPI: 9× Platinum - ARIA: 4× Platinum - BVMI: Gold - FIMI: Platinum - IFPI SWI: Gold - MC: 2× Platinum - NVPI: Platinum - RIAA: 2× Platinum - RMNZ: 2× Platinum - SNEP: 2× Gold                   |
| A Rush of Blood to the Head               | - Vydáno: 26. srpna 2002 - Vydavatelství: Parlophone     | 1                      | 1                      | 1                      | 4                      | 1                      | 1                      | 3                      | 1                      | 1                      | 5                      | - UK: 3,016,187 - US: 4,822,000                | - BPI: 10× Platinum - ARIA: 7× Platinum - BVMI: 2× Platinum - FIMI: Platinum - IFPI SWI: Gold - MC: 4× Platinum - NVPI: Platinum - RIAA: 4× Platinum - RMNZ: 4× Platinum - SNEP: 2× Gold           |
| X&Y                                       | - Vydáno: 6. června 2005 - Vydavatelství: Parlophone     | 1                      | 1                      | 1                      | 1                      | 1                      | 1                      | 1                      | 1                      | 1                      | 1                      | - UK: 2,829,776 - US: 3,158,000                | - BPI: 9× Platinum - ARIA: 6× Platinum - BVMI: 3× Platinum - FIMI: Platinum - IFPI SWI: 2× Platinum - MC: 5× Platinum - NVPI: Platinum - RIAA: 3× Platinum - RMNZ: 4× Platinum - SNEP: 2× Platinum |
| Viva la Vida or Death and All His Friends | - Vydáno: 12. června 2008 - Vydavatelství: Parlophone    | 1                      | 1                      | 1                      | 1                      | 1                      | 1                      | 1                      | 1                      | 1                      | 1                      | - UK: 1,500,000 - US: 2,800,000                | - BPI: 5× Platinum - ARIA: 4× Platinum - BVMI: 7× Gold - FIMI: 2× Platinum - IFPI SWI: 3× Platinum - MC: 5× Platinum - NVPI: Platinum - RIAA: 2× Platinum - RMNZ: 2× Platinum - SNEP: Diamond      |
| Mylo Xyloto                               | - Vydáno: 24. října 2011 - Vydavatelství: Parlophone     | 1                      | 1                      | 1                      | 1                      | 1                      | 1                      | 1                      | 1                      | 1                      | 1                      | - UK: 1,600,000 - FRA: 400,000 - US: 1,000,000 | - BPI: 5× Platinum - ARIA: 2× Platinum - BVMI: 2× Platinum - FIMI: 4× Platinum - IFPI SWI: 2× Platinum - MC: 3× Platinum - NVPI: Platinum - RIAA: Platinum - RMNZ: 2× Platinum - SNEP: 3× Platinum |
| Ghost Stories                             | - Vydáno: 19. května 2014 - Vydavatelství: Parlophone    | 1                      | 1                      | 1                      | 1                      | 1                      | 1                      | 2                      | 1                      | 1                      | 1                      | - UK: 733,000 - US: 2,000,000                  | - BPI: 2× Platinum - ARIA: 4× Platinum - BVMI: 3× Gold - FIMI: 3× Platinum - IFPI SWI: 2× Platinum - MC: 2× Platinum - RIAA: 2× Platinum - RMNZ: Gold - SNEP: 3× Platinum                          |
| A Head Full of Dreams                     | - Vydáno: 4. prosince 2015 - Vydavatelství: Parlophone   | 1                      | 2                      | 2                      | 4                      | 3                      | 2                      | 1                      | 4                      | 1                      | 2                      | - UK: 1,375,805 - US: 1,000,000                | - BPI: 4× Platinum - ARIA: 2× Platinum - BVMI: 3× Gold - FIMI: 5× Platinum - IFPI SWI: Platinum - MC: 2× Platinum - NVPI: Platinum - RIAA: Platinum - RMNZ: Platinum - SNEP: 3× Platinum           |
| Everyday Life                             | - Vydáno: 22. listopadu 2019 - Vydavatelství: Parlophone | 1                      | 1                      | 3                      | 1                      | 4                      | 3                      | 1                      | 2                      | 1                      | 7                      | - UK: 269,011 - US: 199,000                    | - BPI: Gold - FIMI: Platinum - NVPI: Gold - SNEP: Platinum |
| Music of the Spheres                      | - Vydáno: 15. října 2021 - Vydavatelství: Parlophone     | 1                      | 1                      | 2                      | 1                      | 2                      | 4                      | 1                      | 2                      | 2                      | 4                      | - UK: 204,622 - US: 395,000                    | - BPI: Gold - FIMI: Platinum - MC: Gold - SNEP: Platinum |
| Moon Music                                | - Vydáno: 4. října 2024 - Vydavatelství: Parlophone      | —                      | —                      | —                      | —                      | —                      | —                      | —                      | —                      | —                      | —                      |                                                | |

### Koncertní alba
| Název                                                                                   | Detaily                                                  | Umístění v hitparádách | Umístění v hitparádách | Umístění v hitparádách | Umístění v hitparádách | Umístění v hitparádách | Umístění v hitparádách | Umístění v hitparádách | Umístění v hitparádách | Umístění v hitparádách | Umístění v hitparádách | Certifikace                            |
| Název                                                                                   | Detaily                                                  | UK                     | AUS                    | CAN                    | FRA                    | GER                    | ITA                    | NLD                    | NZ                     | SWI                    | US                     | Certifikace                            |
| --------------------------------------------------------------------------------------- | -------------------------------------------------------- | ---------------------- | ---------------------- | ---------------------- | ---------------------- | ---------------------- | ---------------------- | ---------------------- | ---------------------- | ---------------------- | ---------------------- | -------------------------------------- |
| Live 2003                                                                               | - Vydáno: 10. listopadu 2003 - Vydavatelství: Parlophone | 46                     | 16                     | 10                     | 26                     | 34                     | —                      | —                      | 26                     | —                      | 13                     | - ARIA: Gold - RIAA: Gold - RMNZ: Gold |
| LeftRightLeftRightLeft                                                                  | - Vydáno: 15. května 2009 - Vydavatelství: Parlophone    | —                      | —                      | —                      | —                      | —                      | —                      | —                      | —                      | —                      | —                      | N/A                                    |
| Live 2012                                                                               | - Vydáno: 19. listopadu 2012 - Vydavatelství: Parlophone | —                      | —                      | —                      | 5                      | 3                      | 10                     | 75                     | —                      | 11                     | —                      | - FIMI: Gold - SNEP: Platinum          |
| Ghost Stories Live 2014                                                                 | - Vydáno: 24. listopadu 2014 - Vydavatelství: Parlophone | —                      | —                      | —                      | 165                    | —                      | 14                     | 15                     | 24                     | —                      | 93                     | - SNEP: Gold                           |
| Live in Buenos Aires                                                                    | - Vydáno: 7. prosince 2018 - Vydavatelství: Parlophone   | 15                     | 7                      | 66                     | 16                     | 5                      | 9                      | 2                      | 30                     | 4                      | 128                    | - BPI: Silver - SNEP: Gold             |
| Love in Tokyo                                                                           | - Vydáno: 7. prosince 2018 - Vydavatelství: Parlophone   | –                      | –                      | –                      | –                      | –                      | –                      | –                      | –                      | –                      | –                      | N/A                                    |
| "—" značí, že se nahrávka neumístila v hitparádách nebo v tomto území ani nebyla vydána |                                                          |                        |                        |                        |                        |                        |                        |                        |                        |                        |                        |                                        |

### Kompilační alba
| Název                                                                                   | Detaily                                                      | Umístění v hitparádách | Umístění v hitparádách | Umístění v hitparádách | Umístění v hitparádách | Umístění v hitparádách | Umístění v hitparádách | Umístění v hitparádách | Certifikace                            |
| Název                                                                                   | Detaily                                                      | UK                     | AUS                    | DEN                    | FRA                    | ITA                    | POR                    | SPA                    | Certifikace                            |
| --------------------------------------------------------------------------------------- | ------------------------------------------------------------ | ---------------------- | ---------------------- | ---------------------- | ---------------------- | ---------------------- | ---------------------- | ---------------------- | -------------------------------------- |
| A Rush of Blood to the Head / Parachutes                                                | - Vydáno: 2. října 2006 - Vydavatelství: EMI                 | —                      | —                      | —                      | —                      | —                      | 22                     | —                      |                                        |
| The Singles 1999–2006                                                                   | - Vydáno: 26. března 2007 - Vydavatelství: Parlophone        | 196                    | —                      | 5                      | —                      | —                      | —                      | —                      |                                        |
| Parachutes / A Rush of Blood to the Head / Live 2003                                    | - Vydáno: 21. srpna 2007 - Vydavatelství: EMI                | —                      | —                      | —                      | 134                    | —                      | —                      | —                      |                                        |
| Viva la Vida / X&Y                                                                      | - Vydáno: 9. července 2010 - Vydavatelství: EMI              | —                      | —                      | —                      | 127                    | —                      | —                      | —                      |                                        |
| 4 CD Catalogue Set                                                                      | - Vydáno: 26. listopadu 2012 - Vydavatelství: EMI            | 80                     | 27                     | —                      | —                      | 60                     | 4                      | 48                     | - AFP: Gold - BPI: Silver - FIMI: Gold |
| A Rush of Blood to the Head / Live 2003                                                 | - Vydáno: 16. ledna 2014 - Vydavatelství: Warner Music Group | —                      | —                      | —                      | —                      | —                      | —                      | —                      |                                        |
| Live 2012 / X&Y                                                                         | - Vydáno: 3. června 2014 - Vydavatelství: Warner Music Group | —                      | —                      | —                      | —                      | —                      | —                      | —                      |                                        |
| A Head Full of Dreams / Viva la Vida                                                    | - Vydáno: 2. září 2017 - Vydavatelství: Warner Music Group   | —                      | —                      | —                      | —                      | —                      | —                      | —                      |                                        |
| The Butterfly Package                                                                   | - Vydáno: 7. prosince 2018 - Vydavatelství: Parlophone       | –                      | –                      | –                      | –                      | –                      | –                      | –                      | N/A                                    |
| Ghost Stories / X&Y                                                                     | - Vydáno: 16. dubna 2018 - Vydavatelství: Warner Music Group | —                      | —                      | —                      | —                      | —                      | —                      | —                      |                                        |
| Mylo Xyloto / Viva la Vida                                                              | - Vydáno: 23. ledna 2019 - Vydavatelství: Warner Music Group | —                      | —                      | —                      | —                      | —                      | —                      | —                      |                                        |
| Everyday Life / A Head Full of Dreams                                                   | - Vydáno: 13. září 2021 - Vydavatelství: Warner Music Group  | —                      | —                      | —                      | —                      | —                      | —                      | —                      |                                        |
| "—" značí, že se nahrávka neumístila v hitparádách nebo v tomto území ani nebyla vydána |                                                              |                        |                        |                        |                        |                        |                        |                        |                                        |

## Extended play
| Název                          | Detaily                                                  |
| ------------------------------ | -------------------------------------------------------- |
| Safety                         | - Vydáno: 25. května 1998 - Vydavatelství: žádné         |
| The Blue Room                  | - Vydáno: 11. října 1999 - Vydavatelství: Parlophone     |
| Acoustic                       | - Vydáno: 29. října 2000 - Vydavatelství: Parlophone     |
| Trouble – Norwegian Live EP    | - Vydáno: 5. února 2001 - Vydavatelství: Parlophone      |
| Mince Spies                    | - Vydáno: 30. listopadu 2001 - Vydavatelství: Parlophone |
| Remixes                        | - Vydáno: 21. července 2003 - Vydavatelství: Parlophone  |
| Prospekt's March               | - Vydáno: 21. listopadu 2008 - Vydavatelství: Parlophone |
| Every Teardrop Is a Waterfall  | - Vydáno: 26. června 2011 - Vydavatelství: Parlophone    |
| iTunes Festival: London 2011   | - Vydáno: 18. září 2011 - Vydavatelství: EMI             |
| Live in Madrid                 | - Vydáno: 31. října 2011 - Vydavatelství: EMI            |
| A Sky Full of Stars            | - Vydáno: 29. června 2014 - Vydavatelství: Parlophone    |
| Live from Spotify London       | - Vydáno: 16. prosince 2016 - Vydavatelství: Parlophone  |
| Kaleidoscope EP                | - Vydáno: 14. července 2017 - Vydavatelství: Parlophone  |
| Global Citizen – EP 1          | - Vydáno: 30. listopadu 2018 - Vydavatelství: Parlophone |
| Coldplay: Reimagined           | - Vydáno: 21. února 2020 - Vydavatelství: Parlophone     |
| Live from Climate Pledge Arena | - Vydáno: 5. listopadu 2021 - Vydavatelství: Parlophone  |
| Infinity Station Sessions      | - Vydáno: 2. prosince 2021 - Vydavatelství: Parlophone   |
| Spotify Singles                | - Vydáno: 23. února 2022 - Vydavatelství: Parlophone     |

## Singly
| Název                                                                                   | Rok  | Umístění v hitparádách | Umístění v hitparádách | Umístění v hitparádách | Umístění v hitparádách | Umístění v hitparádách | Umístění v hitparádách | Umístění v hitparádách | Umístění v hitparádách | Umístění v hitparádách | Umístění v hitparádách | Certifikace | Album                                     |
| Název                                                                                   | Rok  | UK                     | AUS                    | CAN                    | FRA                    | GER                    | ITA                    | NLD                    | NZ                     | SWI                    | US                     | Certifikace | Album                                     |
| --------------------------------------------------------------------------------------- | ---- | ---------------------- | ---------------------- | ---------------------- | ---------------------- | ---------------------- | ---------------------- | ---------------------- | ---------------------- | ---------------------- | ---------------------- | --- | ----------------------------------------- |
| "Brothers & Sisters"                                                                    | 1999 | 92                     | —                      | —                      | —                      | —                      | —                      | —                      | —                      | —                      | —                      | | Singl bez alb                             |
| "Shiver"                                                                                | 2000 | 35                     | 57                     | —                      | —                      | —                      | —                      | 100                    | —                      | —                      | —                      | - BPI: Silver | Parachutes                                |
| "Yellow"                                                                                | 2000 | 4                      | 5                      | —                      | 96                     | 99                     | 82                     | 38                     | 23                     | 16                     | 48                     | - BPI: 5× Platinum - ARIA: 9× Platinum - BVMI: Gold - FIMI: 3× Platinum - RIAA: 4× Platinum - RMNZ: 5× Platinum                                                            | Parachutes                                |
| "Trouble"                                                                               | 2000 | 10                     | —                      | —                      | 60                     | —                      | 16                     | 67                     | 16                     | 76                     | —                      | - BPI: Gold - FIMI: Gold | Parachutes                                |
| "Don't Panic"                                                                           | 2001 | 130                    | 57                     | —                      | —                      | —                      | 47                     | 83                     | —                      | —                      | —                      | - BPI: Silver | Parachutes                                |
| "In My Place"                                                                           | 2002 | 2                      | 23                     | 2                      | 60                     | 65                     | 4                      | 56                     | 24                     | 37                     | —                      | - BPI: Gold - FIMI: Gold | A Rush of Blood to the Head               |
| "The Scientist"                                                                         | 2002 | 10                     | 40                     | 16                     | 96                     | 26                     | 23                     | 20                     | —                      | 28                     | —                      | - BPI: 3× Platinum - ARIA: 6× Platinum - BVMI: Gold - FIMI: 3× Platinum - RIAA: 4× Platinum                                                                                | A Rush of Blood to the Head               |
| "Clocks"                                                                                | 2003 | 9                      | 28                     | 7                      | 65                     | 50                     | 24                     | 2                      | 13                     | 71                     | 29                     | - BPI: 2× Platinum - ARIA: 4× Platinum - FIMI: Platinum - RIAA: 2× Platinum                                                                                                | A Rush of Blood to the Head               |
| "God Put a Smile upon Your Face"                                                        | 2003 | 100                    | 43                     | —                      | —                      | —                      | 46                     | 65                     | 35                     | —                      | —                      | - BPI: Silver | A Rush of Blood to the Head               |
| "Speed of Sound"                                                                        | 2005 | 2                      | 9                      | 2                      | 42                     | 19                     | 2                      | 6                      | 13                     | 10                     | 8                      | - BPI: Gold - ARIA: Platinum - FIMI: Gold - MC: Gold - RIAA: Gold | X&Y                                       |
| "Fix You"                                                                               | 2005 | 4                      | 25                     | 4                      | 187                    | 65                     | 13                     | 54                     | 17                     | 53                     | 59                     | - BPI: 4× Platinum - ARIA: 6× Platinum - FIMI: 3× Platinum - RIAA: 3× Platinum - RMNZ: Gold                                                                                | X&Y                                       |
| "Talk"                                                                                  | 2005 | 10                     | 20                     | 4                      | 34                     | 29                     | 24                     | 1                      | 20                     | 28                     | 86                     | - BPI: Silver | X&Y                                       |
| "The Hardest Part"                                                                      | 2006 | —                      | 40                     | —                      | —                      | —                      | 19                     | 39                     | 28                     | 44                     | —                      | | X&Y                                       |
| "Violet Hill"                                                                           | 2008 | 8                      | 9                      | 6                      | 36                     | 10                     | 9                      | 13                     | 5                      | 11                     | 40                     | - BPI: Silver - ARIA: Gold | Viva la Vida or Death and All His Friends |
| "Viva la Vida"                                                                          | 2008 | 1                      | 2                      | 4                      | 7                      | 5                      | 2                      | 4                      | 16                     | 5                      | 1                      | - BPI: 5× Platinum - ARIA: 9× Platinum - BVMI: 3× Platinum - FIMI: 4× Platinum - IFPI SWI: Platinum - MC: Gold - RIAA: 5× Platinum - RMNZ: 5× Platinum                     | Viva la Vida or Death and All His Friends |
| "Lost!" (sólo nebo feat. Jay-Z)                                                         | 2008 | 54                     | —                      | 55                     | —                      | 73                     | —                      | 39                     | —                      | 53                     | 40                     | | Viva la Vida or Death and All His Friends |
| "Life in Technicolor II"                                                                | 2009 | 28                     | 63                     | 92                     | —                      | —                      | 48                     | 30                     | —                      | 39                     | —                      | | Prospekt's March                          |
| "Strawberry Swing"                                                                      | 2009 | 158                    | —                      | —                      | —                      | —                      | —                      | —                      | —                      | —                      | —                      | | Viva la Vida or Death and All His Friends |
| "Christmas Lights"                                                                      | 2010 | 13                     | 32                     | 18                     | —                      | 24                     | 2                      | 2                      | 34                     | 10                     | 25                     | - BPI: Platinum - ARIA: Platinum - BVMI: Platinum - FIMI: Platinum | Singl bez alb                             |
| "Every Teardrop Is a Waterfall"                                                         | 2011 | 6                      | 14                     | 9                      | 20                     | 24                     | 3                      | 1                      | 13                     | 6                      | 14                     | - BPI: Platinum - ARIA: Platinum - FIMI: Platinum - IFPI SWI: Gold | Mylo Xyloto                               |
| "Paradise"                                                                              | 2011 | 1                      | 3                      | 13                     | 5                      | 12                     | 2                      | 2                      | 3                      | 4                      | 15                     | - BPI: 4× Platinum - ARIA: 6× Platinum - BVMI: Platinum - FIMI: 3× Platinum - MC: 3× Platinum - RIAA: 3× Platinum - RMNZ: 2× Platinum - SNEP: Gold                         | Mylo Xyloto                               |
| "Charlie Brown"                                                                         | 2012 | 22                     | 78                     | —                      | 148                    | —                      | 31                     | —                      | —                      | —                      | —                      | - BPI: Platinum - FIMI: Gold | Mylo Xyloto                               |
| "Princess of China" (s Rihanna)                                                         | 2012 | 4                      | 16                     | 17                     | 24                     | 41                     | 14                     | 48                     | 8                      | 20                     | 20                     | - BPI: 2× Platinum - ARIA: Platinum - FIMI: Platinum - RMNZ: Gold | Mylo Xyloto                               |
| "Hurts Like Heaven"                                                                     | 2012 | 157                    | —                      | —                      | —                      | —                      | —                      | —                      | —                      | —                      | —                      | | Mylo Xyloto                               |
| "Atlas"                                                                                 | 2013 | 12                     | 30                     | 33                     | 31                     | 19                     | 9                      | 3                      | 20                     | 10                     | 69                     | | Hunger Games: Vražedná pomsta             |
| "Magic"                                                                                 | 2014 | 10                     | 5                      | 13                     | 6                      | 14                     | 2                      | 2                      | 10                     | 5                      | 14                     | - BPI: Platinum - ARIA: 4× Platinum - FIMI: 3× Platinum - IFPI SWI: Gold - MC: Platinum - RIAA: Platinum                                                                   | Ghost Stories                             |
| "A Sky Full of Stars"                                                                   | 2014 | 9                      | 2                      | 4                      | 3                      | 6                      | 1                      | 2                      | 2                      | 2                      | 10                     | - BPI: 3× Platinum - ARIA: 8× Platinum - BVMI: 2× Platinum - FIMI: 5× Platinum - IFPI SWI: Platinum - MC: 3× Platinum - RIAA: 4× Platinum - RMNZ: 3× Platinum - SNEP: Gold | Ghost Stories                             |
| "True Love"                                                                             | 2014 | 180                    | —                      | —                      | 146                    | —                      | —                      | —                      | —                      | —                      | —                      | | Ghost Stories                             |
| "Ink"                                                                                   | 2014 | 156                    | —                      | —                      | —                      | —                      | 49                     | 68                     | —                      | —                      | —                      | - FIMI: Platinum | Ghost Stories                             |
| "Adventure of a Lifetime"                                                               | 2015 | 7                      | 20                     | 11                     | 2                      | 5                      | 3                      | 11                     | 12                     | 3                      | 13                     | - BPI: 3× Platinum - ARIA: 3× Platinum - BVMI: Platinum - FIMI: 4× Platinum - IFPI SWI: Gold - MC: 2× Platinum - RIAA: 3× Platinum - RMNZ: Platinum - SNEP: Gold           | A Head Full of Dreams                     |
| "Hymn for the Weekend"                                                                  | 2016 | 6                      | 24                     | 32                     | 3                      | 11                     | 2                      | 16                     | —                      | 7                      | 25                     | - BPI: 3× Platinum - ARIA: 8× Platinum - BVMI: 2× Platinum - FIMI: 8× Platinum - IFPI SWI: 2× Platinum - MC: 3× Platinum - RIAA: 5× Platinum - RMNZ: Gold                  | A Head Full of Dreams                     |
| "Up&Up"                                                                                 | 2016 | 71                     | 74                     | —                      | 161                    | 79                     | 32                     | 65                     | —                      | 32                     | —                      | - BPI: Gold - ARIA: Platinum - FIMI: 2× Platinum | A Head Full of Dreams                     |
| "A Head Full of Dreams"                                                                 | 2016 | 173                    | —                      | —                      | 156                    | —                      | 58                     | 60                     | —                      | —                      | —                      | - BPI: Silver - FIMI: Platinum | A Head Full of Dreams                     |
| "Everglow"                                                                              | 2016 | 52                     | 93                     | 66                     | 28                     | 42                     | 35                     | 25                     | —                      | 16                     | —                      | - BPI: Platinum - ARIA: Platinum - FIMI: Platinum - MC: Gold | A Head Full of Dreams                     |
| "Something Just Like This" (s the Chainsmokers)                                         | 2017 | 2                      | 2                      | 3                      | 6                      | 4                      | 3                      | 6                      | 5                      | 3                      | 3                      | - BPI: 5× Platinum - ARIA: 16× Platinum - BVMI: 3× Platinum - FIMI: 7× Platinum - IFPI SWI: 4× Platinum - MC: 6× Platinum - RIAA: Diamond - RMNZ: Platinum - SNEP: Diamond | Memories...Do Not Open a Kaleidoscope EP  |
| "Miracles (Someone Special)" (s Big Sean)                                               | 2017 | 54                     | —                      | —                      | 72                     | —                      | 76                     | —                      | —                      | 45                     | —                      | - FIMI: Gold | Kaleidoscope EP                           |
| "Orphans" / "Arabesque"                                                                 | 2019 | 27                     | 68                     | 59                     | 175                    | 94                     | 55                     | 37                     | —                      | 25                     | —                      | - BPI: Silver - ARIA: Platinum - FIMI: Gold - SNEP: Gold | Everyday Life                             |
| "Orphans" / "Arabesque"                                                                 | 2019 | —                      | —                      | —                      | —                      | —                      | —                      | —                      | —                      | —                      | —                      | | Everyday Life                             |
| "Higher Power"                                                                          | 2021 | 12                     | 44                     | 31                     | 98                     | 35                     | 52                     | 44                     | —                      | 18                     | 53                     | - BPI: Platinum - ARIA: Platinum - BVMI: Gold - FIMI: Platinum - MC: Gold - SNEP: Gold                                                                                     | Music of the Spheres                      |
| "My Universe" (s BTS)                                                                   | 2021 | 3                      | 7                      | 9                      | 33                     | 13                     | 29                     | 20                     | 17                     | 11                     | 1                      | - BPI: Platinum - ARIA: Platinum - BVMI: Gold - FIMI: 2× Platinum - MC: 2× Platinum - RIAA: Platinum - SNEP: Diamond                                                       | Music of the Spheres                      |
| "Let Somebody Go" (se Selena Gomez)                                                     | 2022 | 24                     | 66                     | 45                     | 115                    | 74                     | —                      | 53                     | —                      | 27                     | 91                     | - BPI: Silver - FIMI: Gold - SNEP: Gold | Music of the Spheres                      |
| "Feels Like I'm Falling in Love"                                                        | 2024 | 16                     | 54                     | 82                     | 66                     | 31                     | 80                     | 35                     | —                      | 26                     | 81                     | - BPI: Silver | Moon Music                                |
| "We Pray" (feat. Little Simz, Burna Boy, Elyanna & Tini)                                | 2024 | 26                     | —                      | —                      | —                      | 60                     | —                      | 48                     | —                      | 32                     | —                      | | Moon Music                                |
| "All My Love"                                                                           | 2024 | 43                     | —                      | —                      | —                      | —                      | —                      | 90                     | —                      | 49                     | —                      | | Moon Music                                |
| "—" značí, že se nahrávka neumístila v hitparádách nebo v tomto území ani nebyla vydána |      |                        |                        |                        |                        |                        |                        |                        |                        |                        |                        | |                                           |

### Promo singly
| Název                                                                                   | Rok  | Umístění v hitparádách | Umístění v hitparádách | Umístění v hitparádách | Umístění v hitparádách | Umístění v hitparádách | Umístění v hitparádách | Umístění v hitparádách | Umístění v hitparádách | Umístění v hitparádách | Umístění v hitparádách | Certifikace                | Album                                     |
| Název                                                                                   | Rok  | UK                     | AUS                    | CAN                    | FRA                    | GER                    | ITA                    | NLD                    | NZ                     | SWI                    | US                     | Certifikace                | Album                                     |
| --------------------------------------------------------------------------------------- | ---- | ---------------------- | ---------------------- | ---------------------- | ---------------------- | ---------------------- | ---------------------- | ---------------------- | ---------------------- | ---------------------- | ---------------------- | -------------------------- | ----------------------------------------- |
| "Moses"                                                                                 | 2003 | —                      | —                      | —                      | —                      | —                      | —                      | —                      | —                      | —                      | —                      |                            | Live 2003                                 |
| "What If"                                                                               | 2006 | —                      | —                      | —                      | —                      | —                      | —                      | —                      | —                      | —                      | —                      |                            | X&Y                                       |
| "Lovers in Japan"                                                                       | 2008 | 131                    | —                      | 77                     | —                      | —                      | 41                     | —                      | —                      | —                      | —                      |                            | Viva la Vida or Death and All His Friends |
| "Up with the Birds" / "U.F.O."                                                          | 2012 | —                      | —                      | —                      | —                      | —                      | —                      | —                      | —                      | —                      | —                      |                            | Mylo Xyloto                               |
| "Up with the Birds" / "U.F.O."                                                          | 2012 | —                      | —                      | —                      | —                      | —                      | —                      | —                      | —                      | —                      | —                      |                            | Mylo Xyloto                               |
| "Up in Flames"                                                                          | 2012 | —                      | —                      | —                      | —                      | —                      | —                      | —                      | —                      | —                      | —                      |                            | Mylo Xyloto                               |
| "Midnight"                                                                              | 2014 | 48                     | 25                     | 27                     | 5                      | 44                     | 2                      | 8                      | 11                     | 19                     | 29                     | - BPI: Silver - FIMI: Gold | Ghost Stories                             |
| "Everyday Life"                                                                         | 2019 | —                      | —                      | —                      | —                      | —                      | —                      | —                      | —                      | 43                     | —                      |                            | Everyday Life                             |
| "Champion of the World"                                                                 | 2020 | 93                     | —                      | —                      | —                      | —                      | —                      | —                      | —                      | 56                     | —                      |                            | Everyday Life                             |
| "Flags"                                                                                 | 2020 | —                      | —                      | —                      | —                      | —                      | —                      | —                      | —                      | —                      | —                      |                            | Everyday Life                             |
| "Coloratura"                                                                            | 2021 | —                      | —                      | —                      | —                      | —                      | —                      | —                      | —                      | —                      | —                      |                            | Music of the Spheres                      |
| "People of the Pride"                                                                   | 2022 | —                      | —                      | —                      | —                      | —                      | —                      | —                      | —                      | —                      | —                      |                            | Music of the Spheres                      |
| "Biutyful"                                                                              | 2022 | —                      | —                      | —                      | —                      | —                      | —                      | —                      | —                      | —                      | —                      |                            | Music of the Spheres                      |
| "Humankind"                                                                             | 2022 | —                      | —                      | —                      | —                      | —                      | —                      | —                      | —                      | —                      | —                      |                            | Music of the Spheres                      |
| "—" značí, že se nahrávka neumístila v hitparádách nebo v tomto území ani nebyla vydána |      |                        |                        |                        |                        |                        |                        |                        |                        |                        |                        |                            |                                           |

### Charitativní singly
| Název                                              | Rok  |
| -------------------------------------------------- | ---- |
| "2000 Miles"                                       | 2003 |
| "Lhuna" (feat. Kylie Minogue)                      | 2008 |
| "Aliens"                                           | 2017 |
| "Humankind" (Live in Mexico City)                  | 2022 |
| "Let Somebody Go" (Live at River Plate) (s H.E.R.) | 2023 |

## Další umístěné a certifikované písně
| Název                                                                                   | Rok  | Umístění v hitparádách | Umístění v hitparádách | Umístění v hitparádách | Umístění v hitparádách | Umístění v hitparádách | Umístění v hitparádách | Umístění v hitparádách | Umístění v hitparádách | Umístění v hitparádách | Umístění v hitparádách | Certifikace                                      | Album                                     |
| Název                                                                                   | Rok  | UK                     | AUS                    | BEL                    | CAN                    | FRA                    | ITA                    | NLD                    | NZ                     | SWI                    | US                     | Certifikace                                      | Album                                     |
| --------------------------------------------------------------------------------------- | ---- | ---------------------- | ---------------------- | ---------------------- | ---------------------- | ---------------------- | ---------------------- | ---------------------- | ---------------------- | ---------------------- | ---------------------- | ------------------------------------------------ | ----------------------------------------- |
| "Sparks"                                                                                | 2000 | —                      | —                      | —                      | —                      | —                      | —                      | —                      | —                      | —                      | —                      | - BPI: Platinum - ARIA: 2× Platinum - FIMI: Gold | Parachutes                                |
| "Have Yourself a Merry Little Christmas"                                                | 2001 | —                      | —                      | —                      | —                      | —                      | —                      | —                      | —                      | —                      | —                      |                                                  | Mince Spies                               |
| "Life in Technicolor"                                                                   | 2008 | 112                    | —                      | 50                     | 92                     | —                      | —                      | —                      | —                      | —                      | —                      |                                                  | Viva la Vida or Death and All His Friends |
| "Cemeteries of London"                                                                  | 2008 | 134                    | —                      | —                      | —                      | —                      | —                      | —                      | —                      | —                      | —                      |                                                  | Viva la Vida or Death and All His Friends |
| "Death and All His Friends"                                                             | 2008 | 183                    | —                      | —                      | —                      | —                      | —                      | —                      | —                      | —                      | —                      |                                                  | Viva la Vida or Death and All His Friends |
| "42"                                                                                    | 2008 | 123                    | —                      | —                      | —                      | —                      | —                      | —                      | —                      | —                      | —                      |                                                  | Viva la Vida or Death and All His Friends |
| "Glass of Water"                                                                        | 2008 | 134                    | —                      | —                      | 92                     | —                      | —                      | —                      | —                      | —                      | —                      |                                                  | Prospekt's March                          |
| "Prospekt's March/Poppyfields"                                                          | 2008 | 182                    | —                      | —                      | —                      | —                      | —                      | —                      | —                      | —                      | —                      |                                                  | Prospekt's March                          |
| "The Goldrush"                                                                          | 2009 | 139                    | —                      | —                      | —                      | —                      | —                      | —                      | —                      | —                      | —                      |                                                  | "Life in Technicolor II"                  |
| "A Message 2010"                                                                        | 2010 | 88                     | —                      | 49                     | 57                     | —                      | 28                     | —                      | —                      | —                      | —                      |                                                  | Hope for Haiti Now                        |
| "Moving to Mars"                                                                        | 2011 | 163                    | 71                     | 49                     | 64                     | 70                     | 32                     | —                      | —                      | —                      | 90                     |                                                  | Every Teardrop Is a Waterfall             |
| "Major Minus"                                                                           | 2011 | 133                    | 72                     | 50                     | 68                     | 71                     | 34                     | —                      | —                      | —                      | 92                     |                                                  | Mylo Xyloto                               |
| "Always in My Head"                                                                     | 2014 | 124                    | —                      | —                      | —                      | 111                    | 60                     | —                      | —                      | —                      | —                      |                                                  | Ghost Stories                             |
| "Another's Arms"                                                                        | 2014 | 70                     | —                      | —                      | —                      | 83                     | 30                     | —                      | —                      | 52                     | —                      |                                                  | Ghost Stories                             |
| "O"                                                                                     | 2014 | 108                    | —                      | —                      | —                      | 107                    | 82                     | —                      | —                      | —                      | —                      |                                                  | Ghost Stories                             |
| "Miracles"                                                                              | 2014 | 95                     | —                      | —                      | —                      | 153                    | —                      | —                      | —                      | —                      | —                      |                                                  | Unbroken                                  |
| "Birds"                                                                                 | 2015 | 156                    | —                      | —                      | —                      | —                      | —                      | 83                     | —                      | —                      | —                      | - BPI: Silver - FIMI: Gold                       | A Head Full of Dreams                     |
| "Fun" (feat. Tove Lo)                                                                   | 2015 | 164                    | —                      | —                      | —                      | 118                    | —                      | 86                     | —                      | —                      | —                      | - FIMI: Gold                                     | A Head Full of Dreams                     |
| "Kaleidoscope"                                                                          | 2015 | —                      | —                      | —                      | —                      | —                      | —                      | —                      | —                      | —                      | —                      |                                                  | A Head Full of Dreams                     |
| "Army of One"                                                                           | 2015 | 198                    | —                      | —                      | —                      | 165                    | —                      | —                      | —                      | —                      | —                      |                                                  | A Head Full of Dreams                     |
| "Amazing Day"                                                                           | 2015 | —                      | —                      | —                      | —                      | —                      | —                      | —                      | —                      | —                      | —                      |                                                  | A Head Full of Dreams                     |
| "Colour Spectrum"                                                                       | 2015 | —                      | —                      | —                      | —                      | —                      | —                      | —                      | —                      | —                      | —                      |                                                  | A Head Full of Dreams                     |
| "Hypnotised"                                                                            | 2017 | 70                     | —                      | —                      | 81                     | 185                    | 52                     | —                      | —                      | 45                     | —                      |                                                  | Kaleidoscope EP                           |
| "All I Can Think About Is You"                                                          | 2017 | —                      | —                      | —                      | —                      | 116                    | —                      | —                      | —                      | —                      | —                      |                                                  | Kaleidoscope EP                           |
| "E-Lo" (jako Los Unidades) (s Pharrell Williams feat. Jozzy)                            | 2018 | —                      | —                      | —                      | —                      | —                      | —                      | —                      | —                      | —                      | —                      |                                                  | Global Citizen – EP 1                     |
| "Trouble in Town"                                                                       | 2019 | —                      | —                      | —                      | —                      | —                      | —                      | —                      | —                      | —                      | —                      |                                                  | Everyday Life                             |
| "Daddy"                                                                                 | 2019 | —                      | —                      | —                      | —                      | —                      | —                      | —                      | —                      | —                      | —                      |                                                  | Everyday Life                             |
| "Church"                                                                                | 2019 | 94                     | —                      | —                      | —                      | —                      | —                      | —                      | —                      | —                      | —                      |                                                  | Everyday Life                             |
| "Human Heart" (s We Are King a Jacob Collier)                                           | 2021 | —                      | —                      | —                      | —                      | —                      | —                      | —                      | —                      | —                      | —                      |                                                  | Music of the Spheres                      |
| "Moon Music" (s Jon Hopkins)                                                            | 2024 | —                      | —                      | —                      | —                      | —                      | —                      | —                      | —                      | —                      | —                      |                                                  | Moon Music                                |
| "Jupiter"                                                                               | 2024 | —                      | —                      | —                      | —                      | —                      | —                      | —                      | —                      | —                      | —                      |                                                  | Moon Music                                |
| "Good Feelings" (s Ayra Starr)                                                          | 2024 | —                      | —                      | —                      | —                      | —                      | —                      | —                      | —                      | —                      | —                      |                                                  | Moon Music                                |
| "—" značí, že se nahrávka neumístila v hitparádách nebo v tomto území ani nebyla vydána |      |                        |                        |                        |                        |                        |                        |                        |                        |                        |                        |                                                  |                                           |

## Spolu umělec
| Název                                                                    | Rok  | Album                                                       |
| ------------------------------------------------------------------------ | ---- | ----------------------------------------------------------- |
| "Trouble" (Acoustic)                                                     | 2001 | 2 Meter Sessies, Vol. 10                                    |
| "Yellow" (Live at the Chapel)                                            | 2002 | Cold Live at the Chapel, Vol. 2                             |
| "In My Place" (Live at Live 8, Hyde Park)                                | 2005 | Live 8 (Live, July 2005)                                    |
| "Bitter Sweet Symphony" (Live at Live 8, Hyde Park) (s Richard Ashcroft) | 2005 | Live 8 (Live, July 2005)                                    |
| "Fix You" (Live at Live 8, Hyde Park)                                    | 2005 | Live 8 (Live, July 2005)                                    |
| "How You See the World No. 2"                                            | 2005 | Help: A Day in the Life                                     |
| "In the Sun" (Live at Austin City Limits) (s Michael Stipe)              | 2006 | In the Sun (Guft Coast Relief)                              |
| "Fix You" (Live)                                                         | 2007 | Hurricane Relief: Come Together Now                         |
| "Every Teardrop Is a Waterfall" (Coldplay vs. Swedish House Mafia)       | 2012 | Until Now                                                   |
| "Wish I Was Here" (s Cat Power)                                          | 2014 | Wish I Was Here                                             |
| "A Sky Full of Stars" (Robin Schulz Edit)                                | 2014 | Prayer                                                      |
| "We Can Work It Out"                                                     | 2015 | A MusiCares Tribute To Paul McCartney                       |
| "We All Fall in Love Sometimes"                                          | 2018 | Revamp: Reimagining the Songs of Elton John & Bernie Taupin |